# Sinobambusa intermedia
Sinobambusa intermedia är en gräsart som beskrevs av Mcclure. Sinobambusa intermedia ingår i släktet Sinobambusa och familjen gräs. Inga underarter finns listade i Catalogue of Life.